# Морфология итальянского языка
Морфология итальянского языка имеет много общего с морфологией французского, каталанского, испанского и португальского языков. В отличие от классической латыни, итальянский язык во многом аналитический. В частности, практически полностью разрушена латинская система именного склонения, развились артикли, возникло большое количество аналитических форм глагола, наложились определённые ограничения на порядок слов.
Как и для других языков романской группы, для итальянского языка характерно развитое глагольное словоизменение: глаголы различают три времени (прошедшее, настоящее, будущее, но всего видовременных форм 8 в изъявительном наклонении, 2 в сослагательном и 4 в субъективном), три наклонения (индикатив, субъюнктив, императив), три вида (совершенный, несовершенный и длящийся), два залога (активный и пассивный). Часть форм образуется синтетически, часть — аналитически. 
Большое количество конструкций с неличными формами глагола позволяет выразить многие оттенки действия. Как и в других языках романской группы, в итальянском существуют безличные пассивные конструкции, с агентами, заменёнными неопределёнными местоимениями. 
Итальянский язык располагает двумя глаголами-связками (essere и stare), которые обозначают, соответственно, постоянный и временный признаки, а также могут соответствовать по своему значению русским глаголам «являться» и «находиться».

## Имя существительное
Система именного словоизменения в итальянском языке существенно упрощена по сравнению с латинской. Изменение по падежам было полностью утрачено (частично сохранилось лишь склонение личных местоимений), в то время как изменение по числам сохранилось.
В целом образование множественного числа следует приведенным ниже правилам:
| Окончание ед. ч.    | Окончание мн. ч.    | Примеры                                                            |
| ------------------- | ------------------- | ------------------------------------------------------------------ |
| гласный (-o, -a)    | гласный (-i, -e)    | tavolo — tavoli porta — porte                                      |
| гласный (-e), -ione | гласный (-i), -ioni | padre — padri, madre — madri, situazione — situazioni              |
| гласный (-a)        | гласный (-i, -e)    | socialista — socialisti (муж. р.), socialista — socialiste (ж. р.) |
| -à                  | -à                  | città — città                                                      |
| -s                  | -s                  | gas — gas                                                          |
| uomo                | uomini              | uomo — uomini                                                      |

## Местоимения

### Личные местоимения
| Лицо | Ед. число                         | Мн. число                                                              |
| ---- | --------------------------------- | ---------------------------------------------------------------------- |
| 1    | io — я                            | noi — мы                                                               |
| 2    | tu — ты                           | voi — вы                                                               |
| 3    | egli — он ella [é] — она Lei (Вы) | essi — они esse [é] — они Loro (Вы — при обращении к нескольким лицам) |

Примечания:
- местоимения egli, ella, essi, esse в разговорном итальянском почти полностью вытеснены местоимениями lui, lei, loro;
- Lei, Loro требуют после себя употребления глагола в форме 3-го лица, а не 2-го, как в русском (ср. Dove Lei vive? — «Где Вы живёте?»).

Личные местоимения частично сохранили латинское склонение, хотя и в упрощённом виде:

| Местоимение | Дат. пад. | Вин. пад. | Предложная форма |
| ----------- | --------- | --------- | ---------------- |
| io          | mi        | mi        | me               |
| tu          | ti        | ti        | te               |
| «sé»        | si        | si        | sé               |
|             |           |           |                  |
| noi         | ci        | ci        | noi              |
| voi         | vi        | vi        | voi              |
|             |           |           |                  |
| egli        | gli       | lo        | lui              |
| ella        | le        | la        | lei              |
| essi        | li        | li        |                  |
| esse        | li        | li        |                  |
|             |           |           |                  |
| Lei         | le        | le        | Lei              |
| Loro        | li        | li        | Loro             |

### Притяжательные местоимения
|        |      | Ед. число                                | Ед. число                                | Мн. число                                | Мн. число                                       |
| Число  | Лицо | Муж. р.                                  | Ж. р.                                    | Муж. р.                                  | Ж. р.                                           |
| ------ | ---- | ---------------------------------------- | ---------------------------------------- | ---------------------------------------- | ----------------------------------------------- |
| Ед. ч. | 1    | mio — мой                                | mia — моя                                | miei — мои (м. р.)                       | mie — мои (ж. р.)                               |
| Ед. ч. | 2    | tuo — твой                               | tua — твоя                               | tuoi — твои (м. р.)                      | tue — твои (ж. р.)                              |
| Ед. ч. | 3    | suo — его, её (с одним объектом муж. р.) | sua — его, её (с одним объектом жен. р.) | suoi — его, её (с несколькими объектами) | sue — его, её (с несколькими объектами жен. р.) |
|        |      |                                          |                                          |                                          |                                                 |
| Мн. ч. | 1    | nostro — наш                             | nostra — наша                            | nostri — наши                            | nostre — наши (ж. р.)                           |
| Мн. ч. | 2    | vostro — ваш                             | vostra — ваша                            | vostri — ваши                            | vostre — ваши (ж. р.)                           |
| Мн. ч. | 3    | suo — их (с одним объектом муж. р.)      | sua — их (с одним объектом жен. р.)      | suoi — их (с несколькими объектами)      | sue — их (с несколькими объектами жен. р.)      |

### Указательные местоимения
В итальянском языке существует 2 ряда указательных местоимений, различающиеся по степени удаленности обозначаемого ими объекта от говорящего и слушающего:
|                                            | Ед. число | Ед. число | Мн. число   | Мн. число |
|                                            | Муж. р.   | Ж. р.     | Муж. р.     | Ж. р.     |
| ------------------------------------------ | --------- | --------- | ----------- | --------- |
| «этот» (более близкий к тому, кто говорит) | questo    | questa    | questi      | queste    |
| «этот» (более близкий к тому, кто слушает) | quello    | quella    | quei/quegli | quelle    |

## Глагол
Итальянский глагол может изменяться по лицам (1-е, 2-е, 3-е), числам (единственное и множественное), временам, наклонениям (изъявительное, сослагательное, повелительное, условное) и залогам (действительный и страдательный). Кроме того, выделяются такие неличные формы глагола, как инфинитив, причастие и герундий. Латинские причастия действительного залога (с суффиксом -nt-) были утрачены (некоторые из них были переведены в разряд других частей речи, например, studente — «студент»). В то же время страдательные причастия в итальянском языке сохранились (costruire («строить») — costruito («построенный»)).
Все глагольные времена можно разделить на простые (образуются от основы глагола или инфинитива с помощью суффиксов и окончаний) и сложные (образующиеся сочетанием вспомогательного глагола (avere или essere) с причастием).

### Изъявительное наклонение
В итальянском языке глаголы распределяются по трём спряжениям, в зависимости от гласной перед -r инфинитива: глаголы 1-го спряжения в инфинитиве оканчиваются на -are, 2-го спряжения — на -ere, 3-го спряжения — на -ire.
В подавляющем большинстве случаев показатели лица и числа глагола имеют следующий вид:
| 1 л. ед. ч. | -o, - |
| 2 л. ед. ч. | -i    |
| 3 л. ед. ч. | -     |
| 1 л. мн. ч. | -iamo |
| 2 л. мн. ч. | -ate  |
| 3 л. мн. ч. | -ano  |

Окончание -o 1 л. ед. ч. используется только в настоящем времени изъявительного наклонения (Presente). Гласный звук перед ним при этом, как правило, выпадает:
- amar (любить) — amo (люблю)
- credere (верить) — credo (верю)
- partire (уходить) — parto (ухожу)

Однако некоторые глаголы до сих пор сохраняют следы гласной перед окончанием: udire/odo (из лат. audio), fare/faccio (из facio), salire/salgo, venire/vengo (из venio), vedere/vedo (из vedeo < video). Основа этих йотированных форм служит также и для образования форм настоящего времени сослагательного наклонения.
Кроме того, у глаголов 3-го спряжения на месте ожидаемого -i- появляется -e-, когда окончание находится в безударном положении.
Спряжение глаголов в настоящем времени:
- amare — am-o, am-i, ama, am-iamo, ama-te, ama-no
- credere — cred-o, cred-i, crede, cred-iamo, crede-te, cred-ono
- partire — parto, parti, parte, part-iamo, parti-te, part-ono

Между тем, большое количество глаголов может отклоняться от указанных правил, изменяя основу и/или нормативные окончания. Как правило, такие глаголы можно объединить в группы по типу неправильности, однако часть глаголов (так называемые глаголы индивидуального спряжения) имеет свои особенности спряжения и группировке не поддаётся. Так, например, глагол andare («идти») использует в настоящем времени изъявительного наклонения и в настоящем времени сослагательного наклонения формы, восходящие к формам латинского глагола vadere, из-за чего в современном языке имеет место супплетивизм, кроме форм 1 и 2 лица множественного числа: vado, vai, va, andiamo, andate, vanno; vada, vada, vada, andiamo, andate, vadano. Основу перфекта этот глагол, в свою очередь, заимствовал у глагола ser.
Глаголы на -cer в современном португальском языке спрягаются по общему правилу, изменяя в 1 л. ед. ч. лишь написание (c меняется на sc: merecer — merezco). В свою очередь,  в романских языках подобные глаголы (восходящие к латинским глаголам на -scĕre) по сей день содержат отклонения от нормативного спряжения (лат. cognoscere/cognosco, ит. conoscere/conosco, исп. conocer/conozco, кат. conèixer/conec, порт. conhecer/conheço).
Показателем имперфекта изъявительного наклонения (Imperfetto) служит суффикс -av- у глаголов 1-го спряжения, -ev- — у глаголов 2-го и -iv- для глаголов 3-го спряжений:
- amare — am-av-o, am-av-i, am-av-a, am-av-amo, am-av-ate, am-av-ano
- credere — cred-ev-o, cred-ev-i, cred-ev-a, cred-ev-amo, cred-ev-ate, cred-ev-ano
- partire — part-iv-o, part-iv-i, part-iv-a, part-iv-amo, part-iv-ate, part-iv-ano

Глаголы dire, fare, porre, bere, tradurre имеют особое спряжение в имперфекте, восходящее к латыни: dicevo, facevo, ponevo, bevevo, traducevo.
Глаголы essere (и производные от них) меняют основу: ser — ero, eri, era, eravamo, eravate, erano.
Латинское будущее время в итальянском языке не сохранилось. Используемые в современном языке формы простого будущего времени изъявительного наклонения (Futuro Semplice) восходят к сочетанию инфинитива с формами глагола avere в настоящем времени:
- amare ho > amerò
- amare hai > amerai
- amare ha > amerà
- amare abbiamo > ameremo
- amare avete > amerete
- amare hanno > ameranno

Так же появились формы условного наклонения (Condizionale) (amerei, ameresti, amerebbe, ameremmo, amereste, amerebbero).
Простой перфект (Passato remoto) со времён латыни имеет особые окончания:
| 1 л. ед. ч. | -i    |
| 2 л. ед. ч. | -ste  |
| 3 л. ед. ч. | -u    |
| 1 л. мн. ч. | -mos  |
| 2 л. мн. ч. | -stes |
| 3 л. мн. ч. | -ram  |

В 1-м л. ед. ч. окончание -i сливается с конечными гласными основы: amé, comí, viví.
В итальянском — так же, как и во французском — простой перфект стал уходить в книжную речь, а в разговорном итальянском стали преобладать конструкции со сложным перфектом (ho amato, hai amato, ha amato, abbiamo amato, avete amato, hanno amato)
Окончания простого перфекта правильных глаголов всегда ударные, поэтому глаголы в перфекте, как правило, не претерпевают изменений в основе. Между тем, итальянский язык унаследовал от латыни ряд глаголов, по сей день сохраняющих древние основы. Например, как fare; io feci/egli fece, porre; io posi/egli pose, venire; io venni/egli venne, avere; io ebbi/egli ebbe, essere; io fui/egli fu.
Плюсквамперфект в итальянском языке является сложным временем, которое образуется с помощью глагола avere либо essere в имперфекте изъявительного наклонения с причастием прошедшего времени (avevo amato, avevo creduto, avevo partito и т. д.), так же существует второй плюсквамперфект, который спрягается с глаголами avere и essere в простом перфекте с причастием прошедшего времени (ebbi amato)

### Сослагательное наклонение
Итальянский язык сохраняет латинское сослагательное наклонение и располагает шестью его формами: двумя простыми (Presente, Imperfetto) и тремя сложными (Passato, Trapassato), образуемыми сочетанием глагола avere в соответствующей простой форме с причастием.
Настоящее время сослагательного наклонения (Presente di Congiuntivo) образуется при помощи тех же окончаний (за исключением 1 л. ед. ч., где окончание отсутствует), но гласный основы глагола при этом меняется: у глаголов 1-го спряжения a меняется на i, а у глаголов 2-го и 3-го спряжений гласный основы меняется на a:
- amare — ami, ami, ami, amiamo, amiate, amino
- credere — creda, creda, creda, crediamo, crediate, credano
- partire — parta, parta, parta, partiamo, partiate, partano

Опять же, ряд глаголов не следует этому правилу, меняя основу (udire — oda, venire — venga, fare — faccia и т. д.), однако в большинстве случаев установилось чёткое соответствие между основой Presente di Conguntivo и основой 1 л. ед. ч. Presente di Indicativo (udire — io odo — oda).
Imperfetto образуется от основы перфекта и также имеют свои показатели: показателем имперфекта сослагательного наклонения является суффикс -ss- (amassi, amassi, amasse, amassimo, amaste, amassero).

### Сложные времена
Сложные времена по своему значению сходны в том, что выражают действие (действительно произошедшее или предположительное), предшествующее действию главного предложения. Данные времена используются по большей части в придаточных предложениях.
Для образования сложных времен итальянский язык располагает двумя вспомогательными глаголами — avere, сочетающимися с причастием.
По типу образования причастия итальянские глаголы можно разделить на 3 группы:
1. правильные (образуются от основы инфинитива и всегда оканчиваются на -ato у глаголов на -are и на -ito у глаголов на -ire и -uto у глаголов на -ere (parlar — parlato, credere — creduto, partir — partito);
2. имеющие только неправильную форму причастия (например, fare — fatto, dire — detto).

При образовании сложных времен глаголы, имеющие два варианта причастия, используют только правильную форму (например, ero partito).

### Повелительное наклонение
От латыни итальянский язык унаследовал лишь одну форму повелительного наклонения, а именно — утвердительные формы 2-го лица ед. ч.
Утвердительная форма 2-го лица ед. ч. (когда выражается просьба или приказ по отношению к человеку, к которому обращаются на tu) совпадает с формой 3 л. ед. ч. настоящего времени изъявительного наклонения в первом спряжение:
| Спряжение | Инфинитив          | 2-е лицо, ед. ч. | 3-е лицо, ед. ч. | Повел. накл., ед. ч.  |
| --------- | ------------------ | ---------------- | ---------------- | --------------------- |
| -are      | parlare (говорить) | parli (говоришь) | parla (говорит)  | parla! (говори!)      |
| -ere      | credere (верить)   | credi (веришь)   | crede (верит)    | credi! (верь!)        |
| -ire      | partire (выходить) | parti (выходишь) | parte (выходит)  | parti! (уходи!/уйди!) |

Для образования множественного числа у инфинитива нужно поменять -re на -te: partire — partite! («выходите!»).
Уважительная форма повелительного наклонения образуется так же как в испанском: используется 3-е лицо сослагательного наклонения соответствующего числа.
Для образования формы 1-е лица множественного числа — так же как и в испанском — используется обычный глагол настоящего времени 1-го л. мн. ч.: andiamo! — «идём!».
Отрицательное повелительное наклонение (и уважительное, и неуважительное) образуется с помощью сочетания «non + инфинитив». Пример: Non fumare qui («не курите тут», «не курить тут»).
По-особому в повелительном наклонении выглядит глагол essere «быть»: sii («будь»).

## Числительное
Количественные числительные:
- 1 — un — муж. р./una — жен. р.
- 2 — due
- 3 — tre
- 4 — quattro
- 5 — cinque
- 6 — sei
- 7 — sette
- 8 — otto
- 9 — nove
- 10 — dieci

- 11 — undici
- 12 — dodici
- 13 — tredici
- 14 — quattordici
- 15 — quindici
- 16 — sedici
- 17 — diciassette
- 18 — diciotto
- 19 — diciannove
- 20 — venti

- 21 — ventuno
- 30 — trenta

- 40 — quaranta
- 50 — cinquanta
- 60 — sessanta
- 70 — settanta
- 80 — ottanta
- 90 — novanta
- 100 — cento

- 1 000 — mille (не изменяется по числам)
- 2 000 — duemilla
- 1 000 000 — un milione

- 1 000 000 000 — un miliardo
- 1 000 000 000 000 — un trilione